# Bovalino
Bovalino is een gemeente in de Italiaanse provincie Reggio Calabria (regio Calabrië) en telt 8406 inwoners (31-12-2004). De oppervlakte bedraagt 18,0 km², de bevolkingsdichtheid is 491 inwoners per km².

## Demografie
Bovalino telt ongeveer 2893 huishoudens. Het aantal inwoners steeg in de periode 1991-2001 met 0,6% volgens cijfers uit de tienjaarlijkse volkstellingen van ISTAT.
| Jaar | Inwoneraantal |
| ---- | ------------- |
| 1991 | 8307          |
| 2001 | 8358          |

## Geografie
Bovalino grenst aan de volgende gemeenten: Ardore, Benestare, Casignana, San Luca.